# Línea E21 (Lurraldebus)
La línea E21 de Lurraldebus es una línea de autobús que conecta el aeropuerto de San Sebastián con la localidad de Fuenterrabía y San Sebastián por la autopista  AP-8 .
Durante la temporada veraniega no efectúa parada en el aeropuerto, siendo la línea E30 la que cubre el trayecto desde el aeropuerto hasta San Sebastián durante ese periodo.
Una vez se coge el autobús en el aeropuerto, este realiza varias paradas en el centro urbano de Fuenterrabía y después se dirige hacia San Sebastián.
Las tarifas están fijadas por la Autoridad Territorial del Transporte de Guipúzcoa (ATTG). Actualmente (2025), el billete ocasional desde San Sebastián al aeropuerto o a Fuenterrabía y viceversa cuesta 2'90€ y se abona exclusivamente en efectivo. Sin embargo, el abono mediante la tarjeta monedero Mugi de la ATTG implica una reducción en el precio del billete. Esta tarjeta se puede adquirir en la tienda de souvenirs de la zona de salidas de la terminal y es válida en la práctica totalidad del transporte público de Guipúzcoa.

## Paradas

### Hacia San Sebastián
- Aeropuerto (Parada “A”)
- Calle de Sabin Arana Goiri, 3 (frente al colegio Egiluze)
- Calle de Sabin Arana Goiri (frente al número 8) E22 E23 E28 E29
- Calle de Sabin Arana Goiri (colegio Egiluze, sentido San Sebastián) E20 E22 E23 E25 E27 E28 E29
- Amute
- Jaitzubia (Gebaralarre) - Hospital del Bidasoa

---------   Fuenterrabía/San Sebastián (Salto tarifario)
- Riberas de Loiola 24 26 27 31 41 BU12
- Paseo de Bizkaia, 12
- Puente de Mª Cristina 17 26 27 46 DB02 DB03 DG07 DO01 DO02 DO03 DO04 GO07 UK01 UK09 UK10
- Plaza de Gipuzkoa, 10 14 37

### Hacia Fuenterrabía
- Plaza de Gipuzkoa, 10 14 37
- Estación Renfe San Sebastián 17 24 37 45 DB02 DB03 DG07 DO01 DO02 DO03 DO04 GO07 UK01 UK09 UK10
- Paseo del Urumea, 15 (Hotel Casual del Jazz) 37
- Riberas de Loiola, 14-12 24 26 31 41 BU12

---------   San Sebastián/Fuenterrabía (Salto tarifario)
- Jaitzubia (Gebaralarre) - Hospital del Bidasoa
- Amute
- Aeropuerto (Parada “A”)
- Calle de Sabin Arana Goiri, 3
- Calle de Sabin Arana Goiri (frente al número 8)